# Bundesstraße 533
Die Bundesstraße 533 (Abkürzung: B 533) ist eine deutsche Bundesstraße in Bayern.

## Verlauf
Die Bundesstraße 533 führt von der Autobahnanschlussstelle (111) Hengersberg an der A 3 nach Freyung zur B 12.
Sie liegt vollständig in Niederbayern und durchquert die Landkreise Deggendorf und Freyung-Grafenau.
Sie ist auf einer kurzen Strecke der Ortsumgehung Schönberg mit der Bundesstraße 85 identisch. Insgesamt gesehen ist die B 533 im überörtlichen Verkehr bedeutsam, da sie als Autobahnzubringer in Richtung Norden und in Richtung München dient.
Unterwegs existiert Anschluss zur B 85 und zur B 12.

## Geschichte
Der Verlauf der B 533 geht auf die ehemalige Staatsstraße 2133 zurück, deren Ausbau ab 1977 in der höchsten Dringlichkeitsstufe eingestuft war. In Trägerschaft des Freistaats Bayern wurden bis 1992 die Ortsumgehungen Innernzell, Lalling, Hunding und Euschertsfurth bis Mapferding realisiert. Nach der Öffnung der Grenzen zur Tschechoslowakei 1989 wurde die Staatsstraße zum 1. Januar 1992 wegen ihrer gestiegenen Verkehrsbedeutung zur Bundesstraße aufgestuft. Der Bund verpflichtete sich dabei gegenüber dem Freistaat Bayern, schnellstmöglich die beiden letzten noch verbliebenen Ortsdurchfahrten in Hengersberg und Auerbach durch Ortsumfahrungen zu ersetzen. Im Bereich Hengersberg/Schwarzach wurde die Umfahrung 2012 fertiggestellt.

## Ausbau
Von der Kreuzung B 85 und B 533 bei Schönberg bis kurz vor Grafenau ist diese Strecke seit September 2007 dreispurig ausgebaut.
Zwischen Auerbach und Hengersberg soll eine insgesamt 7,1 km lange Umgehungsstraße gebaut werden, welche im Bundesverkehrswegeplan als Vordringlicher Bedarf eingestuft ist.
Seit dem 28. April 2008 wurde an der Umgehung Schwarzach bei Hengersberg sowie am weiterführenden Abschnitt bis zur Ortsgrenze Auerbach gebaut. Dieses 5,2 km lange Teilstück wurde am 24. Juli 2012 eröffnet. Die Kosten für dieses Bauprojekt stiegen im Laufe der Bauphase von 16,7 Millionen Euro auf 26,6 Millionen Euro (Stand Juli 2012) an. Die Verkehrsprognosen gehen davon aus, dass 2015 7.700 Fahrzeuge dem Weg über die Ortsumgehung nehmen werden. 3.300 Fahrzeuge sollen weiterhin durch den Ort verkehren. 2010 fuhren im Durchschnitt 5.200 Fahrzeuge pro Tag durch den Ort.
Im Anschluss an die Fertigstellung der Ortsumgehung Hengersberg soll die anschließende Ortsumgehung Auerbach bis 2014 in die Genehmigungsphase gehen.
Zwischen Grafenau-Lichteneck und Hohenau soll ebenfalls eine 6,3 km lange Umgehungsstraße gebaut werden, welche jedoch nur als Weiterer Bedarf eingestuft ist. Im Juni 2008 wurde auf dieser Strecke die sogenannte Lichtenecker Kurve ausgebaut, so dass sie von LKWs besser befahren werden kann.